# Lapis Philosophorum: The Philosophers' Stone
Lapis Philosophorum: The Philosophers' Stone is een videospel voor de platforms Commodore 64 en Commodore 128. Het spel werd uitgebracht in 1985. Het spel is een Engelstalige tekstadventure met afbeeldingen. Het spel kan door maximaal een persoon gespeeld worden.